# José Lezama Lima
José Lezama Lima, född 19 december 1910 i Havanna, Kuba, död där 9 augusti 1976, var en kubansk författare.
José Lezama Lima skrev främst poesi och essäer och debuterade 1937 med diktsamlingen Muerte de nascio. Fast han bara lämnade Kuba två gånger under sitt liv hämtade han inspiration från många olika länders kulturer och tidsepoker i sitt författarskap som karaktäriseras av allusioner, parabler, allegorier och mystik. 
Till hans verk hör bland annat Enemigo rumor (1941), Aventuras sigolosas (1945) och essän Tratatos en la Habana (1958). 1966 utkom den barockliknande, delvis självbiografiska romanen Paradiso.